# Fensterlturm
Der Fensterlturm (italienisch Torre Finestra, ladinisch Croz di San Giuliana) ist ein 2670 m s.l.m. hoher Berg in der Rosengartengruppe in den italienischen Dolomiten.  Sein Name leitet sich von einem markanten Felsfenster in der Mitte des Berges ab. Der Fensterlturm ist ein beliebter Kletterberg.

## Lage und Umgebung
Der Fensterlturm liegt im südlichen Rosengarten, südöstlich der Rotwand (Roda di Vaèl, 2806 m), oberhalb von Vigo di Fassa im Trentino. Im Südwesten liegt die 2727 m hohe Teufelswand (Roda del Diavolo), nach Osten hin fällt der Fensterlturm mit wesentlich höheren Wänden in Richtung Fassatal hin ab. Nordwestlich liegt ein kleiner Felszacken namens Dente del Croz, hinter dem der Edwardsturm (Torre Edwards, 2625 m) folgt. Südöstlich liegt auf 2280 m das Rifugio Roda di Vaèl, knapp unterhalb auf 2273 m die Baita M. Pederiva. Diese Schutzhütten sind neben Vigo di Fassa auch vom südwestlich gelegenen Karerpass aus erreichbar. Der Zugang zum Fensterlturm ist über den Klettersteig auf die Rotwand, der westlich des Berges vorbeiführt, möglich.
Der Berg selbst wird von einem schmalen Felsgrat gebildet, in dessen Süden der höchste Punkt liegt. Der Fensterlturm trägt kein Gipfelkreuz, stattdessen wurde ein Kreuz in dem Felsfenster zwischen West- und Ostwand errichtet. Dieses Kreuz verhalf dem Berg zu seinem ladinischen Namen Croz di San Giuliana (Kreuz der heiligen Juliana), der sich von der Wallfahrtskirche zur Heiligen Juliana oberhalb von Vigo di Fassa ableitet.

## Routen
Der Fensterlturm wurde am 27. August 1895 von dem Alpenmaler Ernst Platz zusammen mit dem Südtiroler Fremdenverkehrspionier Theodor Christomannos und W. Dejori erstbestiegen. Nach anderen Quellen bestieg Platz den Berg jedoch allein. Die Erstbesteiger wählten dabei den heutigen Normalweg, der auch einer der kürzesten Anstiege (nur etwa 30 Höhenmeter) ist und über die Westwand im Schwierigkeitsgrad II (UIAA) auf den schmalen Gipfelgrat führt. Eine weitere Route auf dieser Seite ist die Direkte Westwand (V). Die süd- und ostseitig gelegenen Routen wie der Südgrat (IV), die Ostwand (VI+, Varianten VII), Schräger Riss (V+) oder die Nordostwand (V+) sind mit bis zu 110 Höhenmetern deutlich länger.